# Vesta (Washington)
Vesta az Amerikai Egyesült Államok északnyugati részén, Washington állam Grays Harbor megyéjében elhelyezkedő önkormányzat nélküli település.
Vesta postahivatala 1892 és 1936 között működött. A település névadója Vesta Dwinelle, az egyik telepes felesége.

## Fordítás
- Ez a szócikk részben vagy egészben  a   Vesta, Washington című angol Wikipédia-szócikk ezen változatának fordításán alapul.  Az eredeti cikk szerkesztőit annak laptörténete sorolja fel. Ez a jelzés csupán a megfogalmazás eredetét és a szerzői jogokat jelzi, nem szolgál a cikkben szereplő információk forrásmegjelöléseként.